# Sadruddin Aga Khan
Prins Sadruddin Aga Khan, KBE, född 17 januari 1933 i Paris, död 12 maj 2003 i Boston, Massachusetts, var son till Aga Khan III, farbror till Aga Khan IV, härskaren över den islamiska ismailitsekten.
Prins Sadruddin bodde i många år i Genève i Schweiz, och hade en rad toppjobb på internationell nivå. Efter att ha arbetat för Unesco arbetade han för UNHCR, innan han 1965 blev FN:s flyktingkommissarie. Efter att ha trätt tillbaka som flyktingkommissarie 1977 ägnade sig prins Sadruddin åt välgörenhetsarbete, och hade även uppdrag som särskild rådgivare åt FN:s generalsekreterare.